# (21524) 1998 MB16
(21524) 1998 MB16 es un asteroide perteneciente al cinturón de asteroides descubierto el 21 de junio de 1998 por el equipo del Spacewatch desde el Observatorio Nacional de Kitt Peak, Arizona, Estados Unidos.

## Designación y nombre
Designado provisionalmente como 1998 MB16.

## Características orbitales
1998 MB16 está situado a una distancia media del Sol de 2,926 ua, pudiendo alejarse hasta 3,047 ua y acercarse hasta 2,805 ua. Su excentricidad es 0,041 y la inclinación orbital 3,595 grados. Emplea 1828,84 días en completar una órbita alrededor del Sol.

## Características físicas
La magnitud absoluta de 1998 MB16 es 14,3. 